# ミハ・グレゴリッチ
ミハ・グレゴリッチ（Miha Gregorič 、1989年8月22日 - ）は、スロベニア・シェンペテル・プリ・ゴリツィ出身のプロサッカー選手。チヤリンス・ムザネ所属。ポジションは、ディフェンダー。

## 経歴
2018年9月、海外に渡り、イタリアのフィデーリス・アンドリアへ加入した。2019年7月、同じセリエDのASDチヤリンス・ムザネに移籍した。